# Carlette Guidry-White
Carlette Guidry-White (née le 4 septembre 1968 à Houston) est une athlète américaine spécialiste du 100 m et du 200 m.

## Carrière sportive
En 1992, Carlette Guidry remporte la médaille d'or du relais 4 × 100 m des Jeux olympiques de Barcelone aux côtés de Evelyn Ashford, Esther Jones et Gwen Torrence. L'équipe américain devance, avec le temps de 42 s 11 les relais de l'Équipe unifiée des anciennes républiques soviétiques et le Royaume-Uni. En 1995, Guidry décroche la médaille de bronze du 60 mètres des Championnats du monde en salle de Barcelone en 7 s 11, derrière Merlene Ottey et Melanie Paschke. Sélectionnée dans l'équipe des États-Unis pour les Championnats du monde de Göteborg, Guidry, associée à ses compatriotes Celena Mondie, 
Chryste Gaines et Gwen Torrence, remporte le titre mondial du relais 4 × 100 m devant la Jamaïque et l'Allemagne avec le temps de 42 s 12. En fin de saison 1995, elle termine à la troisième place de la Finale du Grand Prix disputée à Monaco.

## Records personnels
- 100 m : 10 s 94 (1991)
- 200 m : 22 s 14 (1996)
- 400 m : 51 s 53 (1994)

## Palmarès
- Jeux olympiques d'été de 1992 à Barcelone :
  -  Médaille d'or du relais 4 × 100 m
- Championnats du monde d'athlétisme de 1995 à Göteborg :
  -  Médaille d'or du relais 4 × 100 m
- Championnats du monde d'athlétisme en salle de 1995 à Barcelone :
  -  Médaille de bronze sur 60 m